# Gerúszia
Gerúszia volt a neve Spártában és Krétán a vének tanácsának, amelynek a két király és 28 hatvanadik életévét betöltött spártai vén (geron) volt a tagja. Az apella választotta őket. Széles körű jogi hatalma volt: ez volt az egyetlen spártai bíróság, amely kiszabhatott halálbüntetést vagy száműzést. A vének tanácsa tehetett javaslatot a népgyűlésnek, hogy miről tárgyaljon, s ha a döntése a vének szerint nem volt kedvező, feloszlathatták azt. A Gerúszia 28 öregből állt akiket közfelkiáltással választották meg minden 60 év feletti jelölt közül. Megbízatásuk életük végéig szólt; ha meghalt valamelyikük, újat választottak helyette.
A régi patriarkális királyság idejében a királlyal együtt a szokásjog képviselői, őrei. Ezeknek a testülete a gerúszia, mely az arisztokratikus államokban főhatalom volt. Spártában a lükurgoszi törvényhozás rendezte e tanácsot, amely 28, legalább 60 éves, feddhetetlen életű polgárból s az elnöklő két királyból állott. A tanács korlátozta a király s a népgyűlés esetleges túlkapásait; az arisztokraták érdekeit képviselte. Választásuk, amely életfogytig szólt, úgy történt, hogy a választandók elhaladtak a nép között és az került a tanácsba, akinek nevét a tömeg a legélénkebb tetszéssel hangoztatta. Működésük bírói a főbenjáró dolgokban, amelyek becsületvesztéssel vagy halállal jártak s politikai, mert ők döntöttek béke és háború ügyében, és ők vitatták meg a népgyűlés elé terjesztendő javaslatokat. Felelősségre vonhatók nem voltak s a népgyűlésen is, ahol különben csak szavazás volt, szólásjoggal bírtak. Hatalmuk és jelentőségük az ephoroszok intézményének fejlődése után nagyon alászállt.